# Duca di Nocera
Duca di Nocera (in spagnolo: Duque de Nochera) è un titolo nobiliare spagnolo creato nel Regno di Napoli il 10 agosto 1656 dal re di Spagna Filippo IV d'Asburgo per Francisco de Moura y Corterreal, terzo marchese di Castelo Rodrigo, quarto conte di Lumiares. Il nome del titolo fa riferimento alla località di Nocera dei Pagani in Campania.
Il titolo fu riabilitato da Alfonso XIII, nel 1922, a favore di Alfonso Falcó y de la Gándara, XVI marchese di Castelo Rodrigo, XI barone di Benifayó, con la denominazione attuale di "duque de Nochera"².
Tale titolo fu utilizzato già nel 1521, quando Tiberio Carafa acquistò la città di Nocera dei Pagani e ne divenne duca. Ma questo primitivo ducato si estinse nel 1648 con la morte di Francesco Maria Domenico Carafa, ultimo della sua dinastia a governare la città.

## Il territorio, Nocera dei Pagani

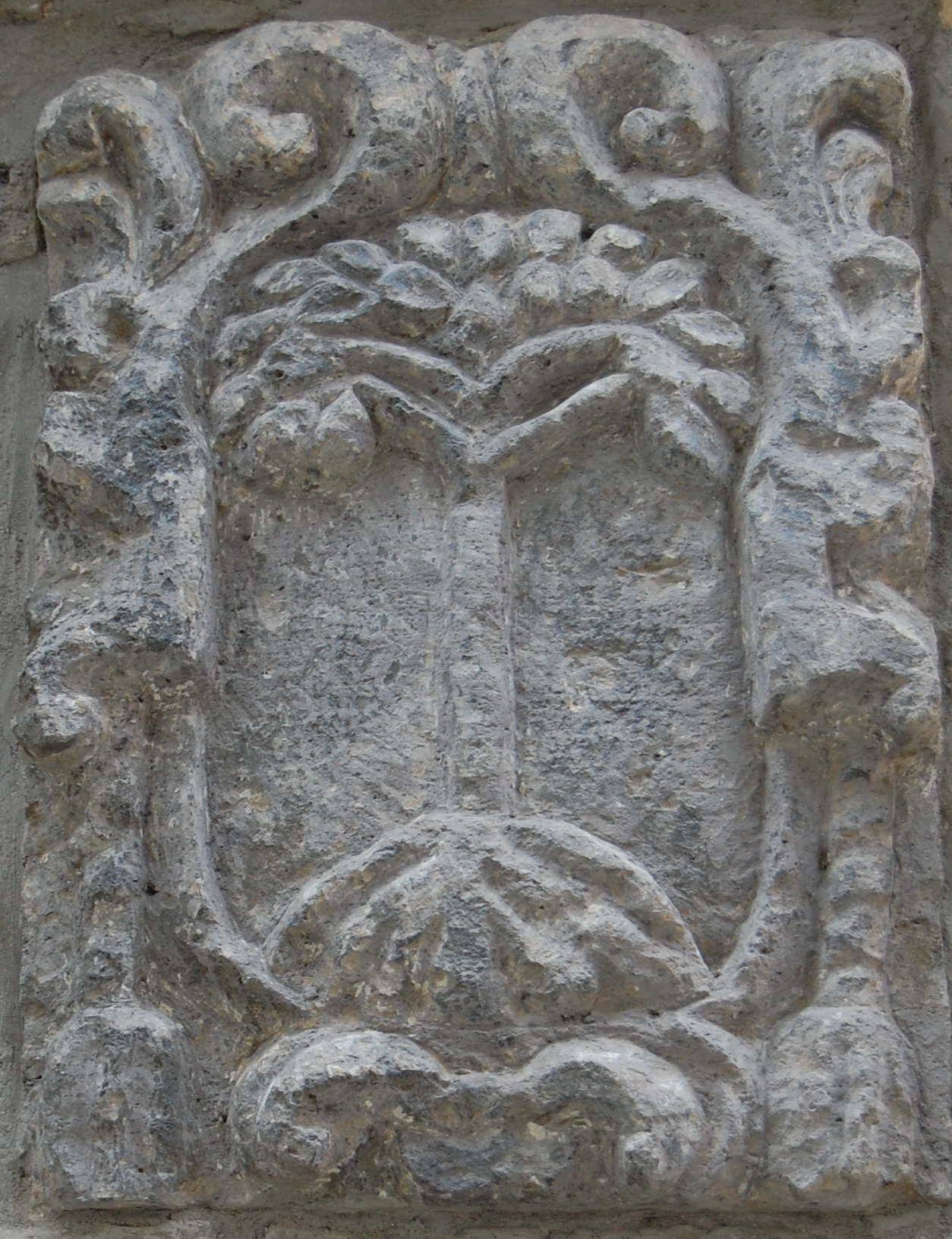
Stemma di Nocera dei Pagani

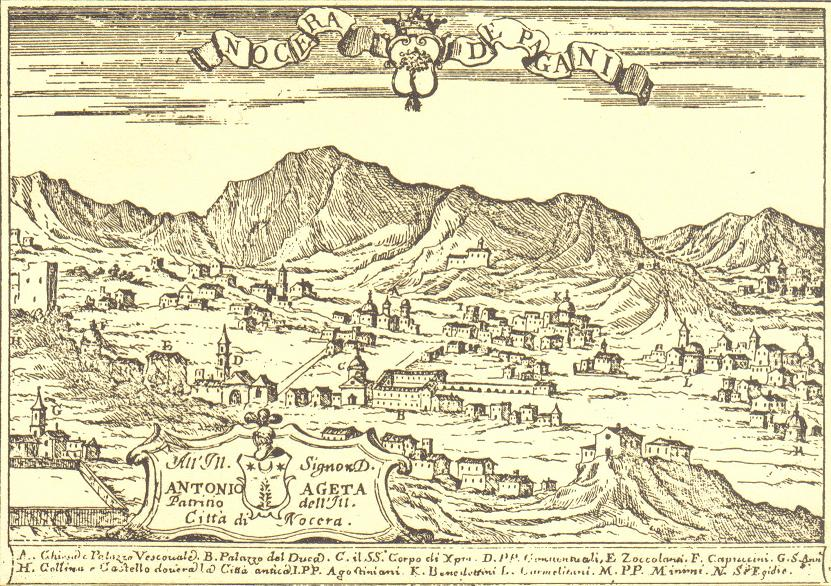
Nocera dei Pagani nel 1702

Nel XVI secolo la Civitas di Nocera dei Pagani era divisa in due Dipartimenti, denominati Nocera Soprana e Nocera Sottana.
I due dipartimenti raggruppavano amministrativamente diversi casali che col tempo avrebbero dato origine alle odierne cittadine di Nocera Inferiore, Nocera Superiore, Sant'Egidio, Pagani e Corbara.
La città godeva di uno status amministrativo molto particolare. Si trattava di una confederazione di Università, termine che all'epoca era all'incirca equivalente all'odierno Comune.
- Università di Nocera Soprana
  - Università di Nocera Corpo
  - Università di Pucciano
  - Università dei Tre casali
  - Università di San Matteo
  - Università di Sperandei

- Università di Nocera sottana
  - Università di Barbazzano
  - Università di Pagani
  - Università di Sant'Egidio
  - Università di Corbara

### IlLodo Baldini
I rapporti giuridici ed economici tra le diverse componenti della città erano regolati da una sorta di Carta costituzionale, il Lodo Baldini, redatto nel 1598 dal vescovo e giurista monsignore nocerino Carlo Baldini, Arcivescovo di Sorrento. Nel Lodo il numero dei Sindaci Universali viene fissato a tre: due per Nocera Soprana, ed uno per Nocera Sottana.
Amministrativamente le singole università, pur facendo parte della confederazione, godevano di una loro autonomia politica ed economica, disponendo di sindaci, parlamenti, magistrati particolari.
Tuttavia gli abitanti maschi e maggiorenni ogni anno, nel mese di agosto, nel corso di un'assemblea pubblica tenuta nei Parlamenti Universali eleggevano un proprio Sindaco Particolare e due o più Eletti (assimilabili agli attuali Assessori), oltre ad altri magistrati con funzioni varie, come i Razionali (Revisori dei Conti).
Nel corso di una diversa assemblea, gli abitanti di Nocera Sottana eleggevano poi un Sindaco Universale, che, insieme con gli altri due Sindaci Universali eletti da Nocera Soprana, formava una sorta di Triumvirato, cui era affidato il compito di occuparsi delle problematiche comuni a tutta la confederazione.
Ogni singola Università godeva di un proprio demanio, costituito da case, terre coltivate o boschi. Accanto ad esso esisteva, però, il Demanio comune della città, che era formato soprattutto da selve e boschi che ricoprivano una parte notevole del territorio.

## I Carafa, primi duchi della città

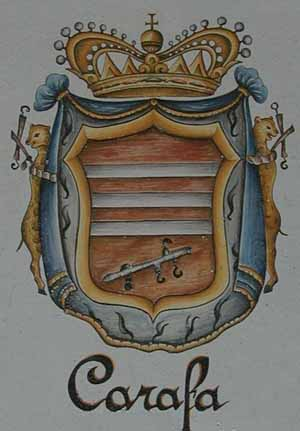
Stemma dei Carafa della Stadera, duchi di Nocera dal 1521 al 1647.

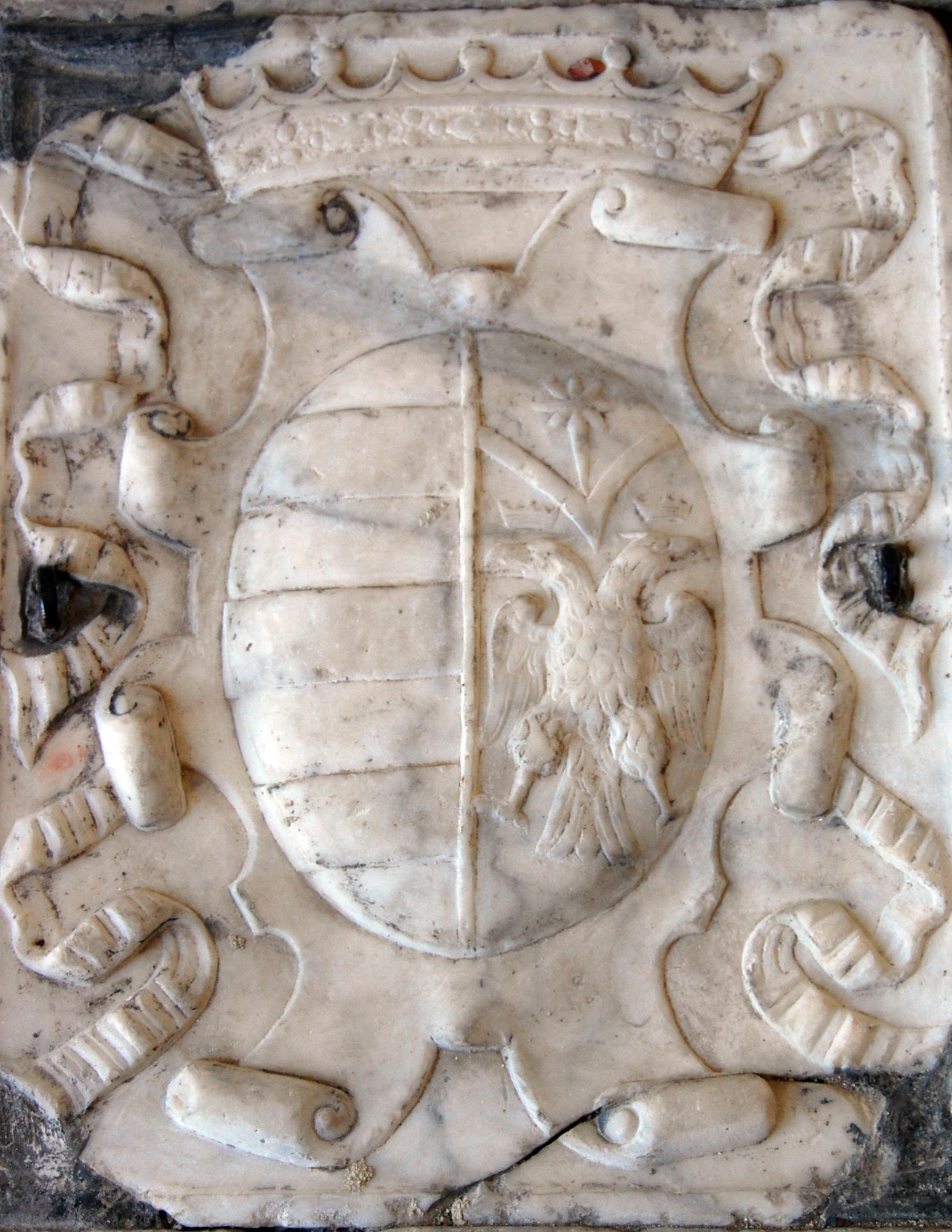
Stemma della famiglia Carafa - Branai Castriota

Il ducato di Nocera dei Pagani nasce il 12 dicembre del 1521 quando Tiberio Carafa della nobile famiglia dei Carafa della Stadera (o Caraffa) acquistò la città per 50.000 ducati. Il privilegio di esserne duca gli venne ufficialmente conferito il 25 dicembre di quello stesso anno.
Tiberio restò duca fino al 1527, anno della sua morte. Aveva ottenuto che il titolo fosse ereditabile per linea sanguigna diretta. Fu in tal modo il capostipite di una dinastia che durò per 127 anni.
Gli succedette il figlio, Ferdinando (o Ferrante I) Carafa, che diede inizio alla costruzione, intorno al 1530, del palazzo ducale.
Alla morte di Ferdinando, il 25 maggio 1558, divenne duca il figlio, Alfonso Carafa. Sposato con Giovanna Branai Castriota, discendente di Vrana Konti.
Con Alfonso e Giovanna il ducato di Nocera visse uno dei suoi momenti migliori. Alla lodatissima moglie furono dedicati anche una serie di sonetti.
La sua corte fu ritrovo di letterati, come il filosofo calabrese Bernardino Telesio, che fu a lungo ospite del duca e fu precettore del figlio Ferdinando II. Proprio mentre era ospite presso il duca di Nocera il filosofo cosentino trovò il raccoglimento necessario per redigere la sua opera maggiore: il De rerum natura iuxta propria principia ("Intorno alla natura delle cose secondo i loro principi"), che il filosofo dedicò al figlio di Alfonso, Ferrante.
Alfonso morì nel 1581, e fu sepolto nella chiesetta del convento di Sant'Andrea, che lui stesso fece edificare nel 1563 dedicandolo all'ordine dei cappuccini.
Gli succedette il figlio Ferrante, che si fece valere come uomo d'armi nella battaglia di Lepanto.
Come il padre, amava di circondarsi di studiosi e di letterati. Fu, ad esempio, amico di Torquato Tasso, che gli dedicò una delle Rime d'occasione e d'encomio.
Fece edificare presso la strada dell'Incoronata a Napoli (oggi via Medina), il Palazzo Carafa di Nocera.
Il suo gusto per l'eccesso fu dimostrato dopo la sua morte (11 settembre 1593), quando lasciò debiti per seicentomila ducati.
Più che in patria si fece valere per le sue imprese all'estero il figlio di Ferrante, Francesco Maria Carafa, che nel 1625 prese parte all'assedio di Breda, fu nominato maestro di campo della regione Piemonte e Monferrato. Diede il suo contributo alla Battaglia di Nördlingen contro gli svedesi. Filippo IV lo nominò comandante generale di Gipuzkoa nel 1638. Nel 1639 fu nominato Viceré di Aragona e Grande di Spagna. In questo periodo lo accompagnò il suo confessore ed amico Baltasar Gracián, con il quale discusse molto della grave situazione che attraversava la Catalogna.
In questi anni Gracián diede luce a El Político, che basò sulla vita di Ferdinando il Cattolico, dedicandolo al duca di Nocera.
Tuttavia il suo atteggiamento fu mal visto e al seguito delle sue riserve sulle scelte politiche del duca conte di Olivares, fu imprigionato nella Torre di Pinto, a Madrid, dove morì, dopo un lungo procedimento penale, il 12 luglio del 1642. È sepolto nel Colegio Imperial de la Compañía de Jesús della capitale spagnola (l'odierno Instituto San Isidro).
Gli succedette Francesco Maria Domenico Carafa. Il nuovo duca non entrò mai nelle grazie dei cittadini, e il suo mandato fu caratterizzato da numerose rivolte, che culminarono anche in un assalto al palazzo ducale.
Di salute cagionevole, morì piuttosto giovane nel 1648. Lasciò il ducato a Emanuele Carafa, ma non essendo costui suo figlio legittimo, venne meno il contratto che era stato stipulato da Tiberio Carafa. Per questo motivo Nocera in quell'anno tornò per breve tempo nel Regio Demanio e la Corona.
Con Francesco Maria Domenico, quindi, si estinse la dinastia dei Carafa a Nocera, il cui ducato passò a partire dal 1660 alla famiglia di origine portoghese dei Moura, marchesi di Castelo Rodrigo.

## I Moura
Nel 1649 Francisco de Moura, terzo marchese di Castelo Rodrigo, nobile di origine portoghese ma rimasto fedele alla corona spagnola allo scoppio della guerra di restaurazione portoghese, chiese alla corte un risarcimento di 150.000 ducati per le confische subite in Portogallo. A titolo di risarcimento Filippo IV di Spagna gli offrì il feudo di Nocera dei Pagani. Essendo stato questo valutato 223.000 ducati, il regio erario chiese al marchese di restituire 73.000 ducati.
Ne emerse una controversia che si protrasse oltre il 1656 quando un'ampia parte del regno di Napoli fu flagellato da una peste. La città di Nocera ne fu seriamente colpita e, secondo il marchese, deprezzata. Dopo una nuova stima del feudo, se ne fissò il valore in 163.000 ducati. Versata la differenza, finalmente, nel 1660 la casata dei Moura ottenne la città di Nocera dei Pagani, reggendola fino al 1707. Con l'occasione, precisamente il 10 agosto 1656, il re di Spagna Filippo IV d'Asburgo creò ufficialmente il titolo di Duca di Nocera.
Francisco divenne così il settimo duca della città, pur senza mai metterci piede e reggendola tramite un governatore.
Morì il 26 novembre del 1675. Pur non avendolo mai visto, i nocerini gli tributarono funerali solenni nella cattedrale di San Prisco.
Gli succedette la figlia, Eleonora de Moura y Moncada de Aragón, che, nonostante due mariti, non lasciò, alla sua morte, figli ancora in vita. I nocerini furono molto devoti alla loro duchessa, e si prodigarono sia con messe nel lutto per la vedovanza, sia con fuochi nel giubilo per il suo secondo matrimonio e per la nascita di un figlio (che morì molto giovane, del resto seguito ben presto dal primogenito nato dal precedente matrimonio). Nonostante avesse soggiornato a Napoli per un anno, Eleonora non si recò mai a far visita alla sua città.
Quando Eleonora morì a Madrid il 28 novembre 1706, il titolo di duchessa si trasferì alla sorella Giovanna de Moura, che si era coniugata in prime nozze con Giberto I Pio di Savoia, principe di San Gregorio, dal quale aveva avuto quattro figli, e poi con Domenico Contarini, patrizio di Venezia, senza ulteriore discendenza.
L'esercizio delle prerogative ducali da parte di Giovanna, tuttavia, durò molto poco. Quando infatti, nel 1707, nel quadro della guerra di successione spagnola, le truppe austriache occuparono il regno di Napoli, Giovanna, seguendo le orme del figlio maschio primogenito Francesco Pio di Savoia, mariscal de campo dell'esercito borbonico, rifiutò di prestare giuramento al nuovo sovrano austriaco di Napoli, il futuro imperatore Carlo VI d'Asburgo. Per questo motivo fu accusata di fellonia e spogliata di tutti i suoi feudi, compresa Nocera.

## I Pio di Savoia

Stemma della famiglia Pio di Savoia

Nel 1709 il figlio minore di Giovanna, Luigi, che aveva invece fin dall'inizio aderito al partito asburgico e combatteva nelle file dell'esercito austriaco, fu investito dei titoli che erano stati sottratti alla madre a al fratello primogenito Francesco. Egli rimase duca di Nocera fino al 1735, quando gli sviluppi della guerra di successione polacca determinarono un'inversione della situazione dinastica del regno di Napoli. L'anno precedente, infatti, cacciate le truppe austriache, l'infante di Spagna Don Carlos di Borbone era stato proclamato re di Napoli, il che creò le condizioni per l'annullamento degli atti che avevano spossessato Giovanna nel 1707 e per il reintegro dei titoli a lei sottratti all'interno del maggiorasco della famiglia Pio di Savoia, in capo a Giberto II, unico erede maschio del defunto primogenito Francesco. Luigi, che pure aveva ottenuto dall'imperatore un ormai inutilizzabile diploma di primogenitura, non cercò in alcun modo di opporsi, essendo fra l'altro Giberto il suo unico nipote maschio ed erede legale.
Rimasto Giberto senza figli e in vigenza del diritto successorio spagnolo che era aperto anche alle donne in caso di assenza di eredi maschi, il titolo ducale di Nocera passò alla sorella Isabel María Pío de Savoia y Moura.
I Pio di Savoia furono restii a concedere ai cittadini i privilegi che gli erano stati accordati per secoli dai duchi precedenti, pertanto i Pio di Savoia non furono mai ben visti in città.
Isabella morì nel 1799 lasciando il feudo di Nocera alla famiglia del marito. Ma a causa dello scoppiare in quell'anno della rivoluzione napoletana e degli stravolgimenti che ne seguirono, fu l'ultima duchessa di fatto della città.
Dopo di lei il titolo esistette, solo per via nominale, per brevissimo tempo, continuando con il figlio Antonio Valcárcel y Pío de Saboya (1748-1808) ed esaurendosi col nipote Antonio Valcárcel y Pascual de Pobil.

## La "rinnovazione" del titolo
Nel 1922 il re Alfonso XIII decretò la rehabilitación ("rinnovazione") del titolo di duca di Nocera (duque de Nochera) a favore della nobile famiglia spagnola dei Falcó y de la Gándara, dicendente dai Pio di Savoia per via femminile. Il titolo è tuttora in vigore.
Alfonso Falcó y de la Gándara (1903-1967), diventò così il nono duca di Nocera, (il quindicesimo considerando i Carafa), oltre a essere anche sedicesimo marchese di Castelo Rodrigo, diciassettesimo conte di Lumiares, undicesimo barone de Benifayó, e due volte grande di Spagna. Alfonso si sposò con Sveva Vittoria Colonna y Sursoch, figlia di Marcantonio, principe e duca di Paliano, ma non ebbe discendenti. Così come non aveva avuto discendenti neppure sua sorella maggiore ed erede, María Asunción Falcó y de la Gándara (1883-1971), che assunse brevemente i titoli di famiglia dal 1967 alla sua morte, nel 1970. 
A succedere a lei fu quindi un cugino di secondo grado, l'italiano Ernesto Balbo Bertone di Sambuy, nipote dell'omonimo sindaco di Torino degli anni 1880, il quale, oltre a essere per nascita conte di Sambuy, divenne quindi l'undicesimo duca di Nocera, diciottesimo marchese di Castelo Rodrigo, diciannovesimo conte di Lumiares. Suo figlio di primo letto, Filippo Balbo Bertone di Sambuy (y Wagnière, se si vuole seguire l'uso ispanico) è dal 2005 il detentore, riconosciuto dalla stato spagnolo, dei titoli di famiglia, con grandato di Spagna. Con la famiglia Balbo Bertone di Sambuy, il titolo ducale di Nocera è idealmente tornato a casa in Italia. Sposato con Patrizia Zapparoli, l'attuale duca ha una figlia, nata l'11 novembre 1995, indicata nell'elenco dei titoli nobiliari spagnoli curato dall'Istituto Salazar y Castro, con la denominazione ispanica di Gabriela Balbo Bertone di Sambuy y Zapparoli.

## Successione dei duchi
|                                       | Titolare | Periodo                      |
| Creato da Carlo IV di Napoli          | Creato da Carlo IV di Napoli | Creato da Carlo IV di Napoli |
| ------------------------------------- | --- | ---------------------------- |
| I                                     | Tiberio Carafa | 1521-1527                    |
| II                                    | Ferdinando I Carafa | 1527-1558                    |
| III                                   | Alfonso Carafa | 1558-1581                    |
| IV                                    | Ferdinando II Carafa | 1581-1593                    |
| V                                     | Francesco Maria Carafa | 1593-1642                    |
| VI                                    | Francesco Maria Domenico Carafa | 1642-1648                    |
| Creato da Filippo IV d'Asburgo        | |                              |
| I                                     | Francisco de Moura y Melo | 1660-1675                    |
| II                                    | Leonor de Moura y Moncada, figlia | 1675-1706                    |
| III                                   | Juana de Moura y Moncada (rimane "titolare" secohdo il diritto spagnolo 1707-1717), sorella                                                     | 1706-1707 (1717)             |
|                                       | confisca del ducato per inadempienza agli obblighi feudali nei confronti dei nuovi reali austriaci                                              | 1707-1709                    |
| IV                                    | Luigi Pio di Savoia (duca effettivo secondo il diritto austriaco), figlio Francesco Pio di Savoia ("duca titolare" di diritto spagnolo), figlio | 1709-1735 1717-1723          |
| V                                     | Gisberto II Pío de Saboya y Spínola (solo "titolare" fino al 1735), figlio di Francesco                                                         | 1735 (1723)-1776             |
| VI                                    | Isabel María Pío de Saboya y Spínola, sorella                                                                                                   | 1776-1799                    |
| VII                                   | Antonio Valcárcel y Pío de Saboya, figlio | 1799-1808                    |
| VIII                                  | Antonio Valcárcel y Pascual de Pobil, figlio | 1808-1814                    |
| Rinnovazione da parte di Alfonso XIII | |                              |
| IX                                    | Alfonso Falcó y de la Gándara, pronipote diretto del VII duca                                                                                   | 1922-1967                    |
| X                                     | María de la Asunción Falcó y de la Gándara, sorella                                                                                             | 1967-1970                    |
| XI                                    | Carlo Ernesto Balbo Bertone di Sambuy, cugino di secondo grado (e pronipote diretto del VII duca)                                               | 1971-2005                    |
| XII                                   | Filippo Balbo Bertone di Sambuy (y Wagnière), figlio                                                                                            | 2005-titolare attuale        |